# Wybory premiera na Wyspach Gilberta w 1978 roku
Wybory premiera na Wyspach Gilberta w 1978 roku – wybory na urząd premiera (ang. chief minister) Wysp Gilberta przeprowadzone 17 marca 1978 roku. W głosowaniu zwyciężył lider opozycji Ieremia Tabai, który zdobył 55,61% głosów, przy frekwencji wyborczej wynoszącej 73,5%. Wybory premiera odbyły się po wyborach parlamentarnych w lutym tego samego roku i jednomyślnym głosowaniu nowego parlamentu nad zastąpieniem mianowanego premiera innym, który miał zostać wybrany w głosowaniu powszechnym.
Parlament głosował, aby ustalić, którzy czterej kandydaci znajdą się na karcie do głosowania, wybierając ostatecznie Taomati Iutę, Baberę Kiratę, Ieremię Tabaia i Ronitiego Teiwakiego. Poprzedni premier, Naboua Ratieta, nie był popularny w nowym parlamencie, więc posłowie skoordynowali działania, aby zapewnić, że Ratieta nie zostanie zakwalifikowany do kandydowania w wyborach. Czterech kandydatów na karcie do głosowania było sojusznikami, więc zgodzili się, że dwaj mniej znani kandydaci będą prowadzić kampanię, aby przedstawić się wyborcom i zyskać rozpoznawalność, podczas gdy pozostali dwaj tego nie zrobią.
Po zwycięstwie Tabai przewodził procesowi niepodległościowemu kraju, a stanowisko premiera zostało przemianowane na prezydenta Kiribati, niepodległego państwa od 1979 roku. Tabai został ponownie wybrany w wyborach w 1982, 1983 i 1987 roku. Wybory w 1987 roku były kwestionowane, ponieważ nie było jasne, czy głosowanie w 1978 roku wliczało się do limitu kadencji Tabaia.

## Tło
Wyspy Gilberta były brytyjską kolonią istniejącą między likwidacją Wysp Gilberta i Lagunowych w 1976 roku a uzyskaniem niepodległości przez Kiribati w 1979 roku. Gdy przygotowywały się do uzyskania niepodległości od Zjednoczonego Królestwa, w 1977 roku odbyła się konwencja konstytucyjna. Jedną z jej propozycji było wybranie premiera w głosowaniu powszechnym, co w tym samym roku poparła Izba Zgromadzenia. Obywatele wybrali członków nowego rządu w wyborach parlamentarnych, które odbyły się 1 i 6 lutego 1978 roku. Wysoka frekwencja wskazywała na nowo odkryte zainteresowanie społeczeństwa polityką, ponieważ wybierano posłów mających rządzić po uzyskaniu niepodległości kraju. Opozycja parlamentarna odnotowała wzrost poparcia, częściowo dzięki kampanii lidera opozycji Ieremii Tabaia, który krytykował rząd urzędującego premiera Naboui Ratiety i podróżował poza Tarawę na pozostałe wyspy, aby uzyskać poparcie ich mieszkańców. Spośród piętnastu zwolenników Ratiety w legislaturze ośmiu przegrało kampanie reelekcyjne. Nowy parlament zebrał się 20 lutego 1978 roku i jednomyślnie opowiedział się za przeprowadzeniem powszechnych wyborów na stanowisko premiera, zgodnie z zaleceniem konwencji konstytucyjnej.

## Kampania

### Kandydaci
Kandydaci w wyborach na premiera mieli być wybierani spośród członków parlamentu. Do kandydowania zgłosiło się pięciu posłów: Taomati Iuta, Babera Kirata, Naboua Ratieta, Ieremia Tabai i Roniti Teiwaki. Iuta, Kirata, Tabai i Teiwaki byli sojusznikami przeciwko Ratiecie.
Ratieta był członkiem parlamentu reprezentującym atol Marakei. Był premierem od 1974 roku, związanym z nieoficjalną grupą o nazwie Narodowa Partia Postępowa (ang. National Progressive Party). Był związany z katolicką populacją zamieszkującą północną część Wysp Gilberta i był postrzegany jako kandydat antypracowniczy. Chociaż wprowadzenie przez Ratietę Narodowego Funduszu Emerytalnego podniosło pensje przed wyborami, jednoczesna podwyżka podatków rozgniewała zwolenników poglądów propracowniczych. W przeciwieństwie do innych kandydatów Ratieta uważał, że Wyspy Gilberta powinny mieć własne siły obronne.
Tabai był członkiem parlamentu z atolu Nonouti i liderem opozycji przeciwko rządowi Ratiety. Po raz pierwszy został wybrany do parlamentu w 1974 roku i zyskał rozgłos dzięki swojej otwartej krytyce polityki Ratiety, w szczególności jego decyzji o utworzeniu sił obronnych. Tabai pozycjonował się jako obrońca zewnętrznych wysp, innych niż najludniejsza Tarawa, które jego zdaniem były zaniedbywane przez rząd. Zanim zajął się polityką, pracował jako urzędnik państwowy w skarbie państwa.
Iuta był członkiem parlamentu z atolu Beru. W momencie rozpoczęcia kampanii prezydenckiej właśnie rozpoczął swoją pierwszą kadencję w parlamencie po wygraniu wyborów w swoim okręgu wyborczym w lutym. Zanim zajął się polityką, był menadżerem Atoll Products w agencji rozwoju, a wcześniej pracował jako nauczyciel. Kirata był członkiem parlamentu z atolu Onotoa. Wcześniej był sekretarzem finansów oraz sekretarzem handlu i przemysłu w ramach kariery w służbie cywilnej, a także był członkiem parlamentu od 1967 do 1971 roku. Iuta i Kirata byli mniej znani opinii publicznej w porównaniu z innymi kandydatami. Teiwaki był członkiem parlamentu z miasta i wysepki Betio w atolu Tarawa i wcześniej był liderem opozycji. W przeciwieństwie do swoich protestanckich sojuszników w wyborach, Teiwaki był katolikiem, podobnie jak Ratieta.

### Wybór kandydatów
Spośród kandydatów parlament miał wybrać czterech, którzy mieli się znaleźć na karcie do głosowania. W Izbie Zgromadzenia został zawarty sojusz w celu niedopuszczenia Ratiety do startu w wyborach. W tym celu 26 członków parlamentu spotkało się dwukrotnie w Tarawie, aby skoordynować działania. Nie było porozumienia co do tego, którego innego kandydata powinni poprzeć. Metoda głosowania w celu wyboru kandydatów nie została jeszcze ustalona i miała zostać ogłoszona przez gubernatora kolonialnego Johna Hilarego Smitha. Każdy z nich miałby prawo zgłosić jedno nazwisko lub cztery. Gdyby pozwolono im głosować za czterema kandydatami, wybraliby czterech oprócz Ratiety, nie wpuszczając go do głosowania. Gdyby pozwolono im wybrać tylko jednego kandydata, jeden z czterech zrezygnowałby z wyścigu, więc pozostała trójka zakwalifikowałaby się do głosowania i startowałaby przeciwko Ratiecie. Przeprowadzili głosowanie i zdecydowali, że w tym scenariuszu Iuta ustąpi.
Ostatecznie każdy członek parlamentu mógł wybrać cztery nazwiska do umieszczenia na karcie do głosowania. Przeciwnicy Ratiety skutecznie uniemożliwili mu zakwalifikowanie się, dzięki czemu dwie trzecie parlamentu głosowało na pozostałych czterech kandydatów. Ratieta skrytykował proces selekcji, argumentując, że jeśli każdemu członkowi parlamentu pozwolono wybrać cztery nazwiska, to doprowadziło to do braku ideologicznej różnorodności na karcie do głosowania. Czterech kandydatów było wyjątkowo młodych w porównaniu do typowych oczekiwań kraju co do szanowanego starszego, który tradycyjnie kojarzony jest z przywództwem. Wszyscy czterej byli poniżej 40 roku życia, a najmłodszy kandydat, Tabai, miał zaledwie 27 lat. Poprzednie wybory wskazywały jednak, że wyborcy odchodzą od wieku na rzecz doświadczenia jako czynnika kwalifikującego.
Po zakwalifikowaniu się do startu w wyborach wszyscy czterej kandydaci wygłosili nagrane wcześniej przemówienie, które zostało wyemitowane przez radio. Ponieważ wszyscy kandydaci byli ze sobą zgodni, nie było żadnego konfliktu ani wrogości podczas kampanii. Zgodzili się, że ludzie powinni zdecydować, kto z nich najlepiej nadaje się na stanowisko premiera. Iuta i Kirata prowadzili kampanię, aby przedstawić się wyborcom, podczas gdy Tabai i Teiwaki tego nie zrobili, ponieważ byli już dobrze znanymi postaciami w kiribackiej polityce.

## Wyniki

Mapa skali zwycięstwa według okręgów wyborczych

Wybory odbyły się 17 marca 1978 roku, a frekwencja wyniosła 73,5% zarejestrowanych wyborców. Były to pierwsze wybory powszechne przeprowadzone na Wyspach Gilberta jako w jednomandatowym okręgu wyborczym, co stanowiło odstępstwo od wyborów parlamentarnych, w których kandydaci byli wybierani w poszczególnych okręgach wyborczych, w których mieli silną pozycję. Tabai został wybrany na stanowisko premiera, zdobywając 55,61% głosów. Otrzymał najwięcej głosów ze wszystkich kandydatów w czternastu z dwudziestu trzech okręgów wyborczych i zajął drugie miejsce w pozostałych dziewięciu. Tabai okazał się być atrakcyjnym wyborem dla wielu grup demograficznych, podważając typowe podziały kraju, zarówno podział regionalny na Północ i Południe, jak i religijny na katolików i protestantów. Każdy kandydat skorzystał na efekcie faworyta, wykazując się solidnym rezultatem w swoim rodzimym okręgu wyborczym.
| Kandydat       | Liczba głosów | %      |
| Ieremia Tabai  | 8 782         | 55,61% |
| Roniti Teiwaki | 3 897         | 24,68% |
| Babera Kirata  | 1 844         | 11,68% |
| Taomati Iuta   | 1 270         | 8,04%  |
| Źródło:        |               |        |

| Okręg                    | Tabai | Teiwaki | Kirata | Iuta  |
| ------------------------ | ----- | ------- | ------ | ----- |
| Abaiang                  | 38,1  | 56,7    | 3,1    | 2,5   |
| Abemama                  | 53,3  | 24,7    | 11,9   | 8,1   |
| Aranuka                  | 75,8  | 13,5    | 6,2    | 4,5   |
| Arorae                   | 87,2  | 2,2     | 9,1    | 1,5   |
| Banaba                   | 42,4  | 19,6    | 29,5   | 8,5   |
| Beru                     | 26,4  | 3,8     | 3,0    | 66,8* |
| Betio                    | 56,1  | 29,5*   | 5,6    | 8,8   |
| Butaritari               | 37,6  | 53,7    | 2,1    | 6,6   |
| Kiritimati               | 32,4  | 32,3    | 21,9   | 11,5  |
| Kuria                    | 70,9  | 16,3    | 3,7    | 3,1   |
| Maiana                   | 91,8  | 3,6     | 1,6    | 3,0   |
| Makin                    | 19,4  | 71,2    | 3,2    | 6,2   |
| Marakei                  | 35,7  | 47,9    | 5,3    | 11,1  |
| Nikunau                  | 88,1  | 5,1     | 4,5    | 2,3   |
| Nonouti                  | 97,2* | 1,9     | 0,5    | 0,4   |
| North Tarawa             | 20,0  | 73,7    | 3,5    | 2,8   |
| Onotoa                   | 13,0  | 1,6     | 84,7*  | 0,7   |
| Tabiteuea Północna       | 93,2  | 2,5     | 1,8    | 2,5   |
| Tabiteuea Południowa     | 87,9  | 3,0     | 6,1    | 3,0   |
| Tabuaeran                | 19,0  | 46,1    | 32,0   | 5,9   |
| Tamana                   | 61,6  | 2,5     | 33,7   | 2,2   |
| Teinainano Urban Council | 64,1  | 24,6    | 6,9    | 4,4   |
| Teraina                  | 23,6  | 23,6    | 48,7   | 4,1   |
| Łącznie                  | 55,6  | 24,7    | 11,7   | 8,0   |

Asteryskiem (*) oznaczono wynik w rodzimym okręgu wyborczym kandydatów.

## Skutki
Po zostaniu premierem Tabai utworzył rząd wyłącznie z członków sojuszu, który wyrzucił Ratietę z wyborów. Teki ministerialne trafiły do pozostałych trzech kandydatów w wyborach. Iuta został ministrem rozwoju zasobów naturalnych, Kirata ministrem zdrowia i spraw społecznych, a Teiwaki ministrem handlu i komunikacji. Wybór Tabaia na premiera dał mu centralną rolę w negocjacjach niepodległościowych z władzami brytyjskimi. Iuta, Kirata i Teiwaki byli częścią jego delegacji na rozmowy z Brytyjczykami. Wyspy Gilberta stały się niepodległym państwem 12 lipca 1979 roku przyjmując nazwę Kiribati, a tytuł Tabaia zmienił się z premiera na nową równoważną rolę, prezydenta Kiribati. Po uzyskaniu niepodległości Tabai utworzył nowy rząd z Iutą jako ministrem handlu, przemysłu i pracy, Kiratą jako ministrem robót publicznych i usług komunalnych oraz Teiwakim jako ministrem rozwoju zasobów naturalnych.
Aby zapobiec ponownemu przypadkowi, w którym większość parlamentarna wybrałaby wszystkich czterech kandydatów, w wyborach w 1982 roku zmieniono procedurę wyboru na głosowanie preferencyjne. Tabai został ponownie wybrany na prezydenta w wyborach w 1982, 1983 i 1987 roku.
Kwestia prawnego charakteru zwycięstwa Tabaia w 1978 roku stała się przedmiotem zainteresowania w wyborach prezydenckich w 1987 roku. Konstytucja nakładała ograniczenia na prezydenta Kiribati, tak aby ta sama osoba mogła być wybrana na urząd maksymalnie trzy razy. Gdyby wybór Tabaia na stanowisko premiera był uznawany za wybory prezydenckie, osiągnąłby on limit i w związku z tym nie mógłby kandydować w 1987 roku. Jeden z jego konkurentów, Harry Tong, złożył dwa pozwy prawne, ale sąd uznał, że nie miał on legitymacji procesowej w obu przypadkach. Ostatecznie ustalono, że wybory w 1978 roku będą uznawane jako odrębne od wyborów prezydenckich w Kiribati, a pierwszą prezydenturę Tabaia uznano za rozpoczęcie urzędu przed wejściem w życie nowej konstytucji, wobec czego nie stanowiło to naruszenia limitu kadencji prezydenckich.